# Wilhelmvierlingite
La wilhelmvierlingite è un minerale.